# Andreas Cellarius (astronome)
Pour les articles homonymes, voir Andreas Cellarius.
Andreas Cellarius (vers 1596 - 1665) est un mathématicien et un cartographe allemand, connu pour son Harmonia Macrocosmica de 1660, un des plus importants atlas célestes avec des planches coloriées.

## Biographie
Andreas Cellarius naît à Neuhausen, près de Worms en Allemagne, et est formé à Heidelberg. Protestant, Cellarius quitte probablement cette ville au début de la guerre de Trente Ans en 1618 ou en 1622, lorsque la ville passe aux mains des Catholiques. Ses activités ne sont pas claires à cette époque mais, sur la base de ses œuvres ultérieures, on suppose qu'il séjourne en Pologne, où travaille peut-être comme ingénieur militaire.
En 1625, il épouse Catharina Eltemans à Amsterdam, où il travaille comme maître d'école dans une école latine. Après un bref séjour à La Haye, la famille s'installe à Hoorn. De 1637 à sa mort, il est recteur de l'école latine de Hoorn.
Cellarius publie des ouvrages sur les fortifications, dont Architectura Militaris, oder Gründtliche Underweisung der heuttiges tages so wohl in Niederlandt als andern örttern gebräuchlichen Fortification oder Vestungsbau (en allemand, 1645) ; la Pologne, dont Regni Poloniae magnique ducatus Lituaniae (1659, traduit dans les années suivantes en allemand et en néerlandais), et sur l'astronomie, dont le célèbre atlas Harmonia Macrocosmica (1660).

## Postérité
L'astéroïde (12618) Cellarius est nommée en l'honneur d'Andreas Cellarius.